# Ciclismo ai XVI Giochi paralimpici estivi
Le gare di ciclismo ai XVI Giochi paralimpici estivi si sono svolte in due località differenti: il ciclismo su pista presso il velodromo di Izu e il ciclismo su strada presso il circuito del Fuji.

## Formato
Sono stati disputati tre eventi di ciclismo su pista: crono, inseguimento individuale e velocità a squadre miste uomini/donne. Gli eventi del ciclismo su strada sono stati, invece, la corsa in linea, la crono e la staffetta mista uomini/donne a squadre.

## Classificazione
Le gare di ciclismo su pista sono state divise in due gruppi:
- C per atleti che usano la biclicetta standard;
- B per atleti con disabilità visive, i quali hanno gareggiato con un tandem in cui uno dei due corridori ha svolto il ruolo di pilota.

Le gare di ciclismo su strada, oltre a includere i gruppi delle gare su pista, constatava anche dei seguenti:
- H per atleti che guidvaano la handbike;
- T per atleti che usavano il triciclo al posto della bicicletta.

I gruppi C, H e T erano suddivisi in classi numeriche che riflettevano il grado di disabilità, dove 1 corrisponde alla maggiore disabilità.

## Calendario
Le gare su pista si sono tenute dal 25 al 28 agosto 2021 mentre quelle su strada si sono svolte dal 31 agosto al 3 settembre 2021.

## Podi

### Ciclismo su pista[3]

#### Uomini
| Evento                   | Classe | Oro                                   | Argento                            | Bronzo                                     |
| Crono 1000 m             | B      | Neil Fachie Pilota: Matthew Rotherham | James Ball Pilota: Lewis Stewart   | Raphael Beaugillet Pilota: Francois Pervis |
| Crono 1000 m             | C1-3   | Zhangyu Li                            | Alexandre Leaute                   | Jaco Van Gass                              |
| Crono 1000 m             | C4-5   | Alfonso Cabello                       | Jody Cundy                         | Jozef Metelka                              |
| Inseguimento individuale | B      | Tristan Bangma Pilota: Patrick Bos    | Stephen Bate Pilota: Adam Duggleby | Marcin Polak Pilota: Michal Ladosz         |
| Inseguimento individuale | C1     | Mikhail Astashov                      | Tristen Chernove                   | Li Zhangyu                                 |
| Inseguimento individuale | C2     | Alexandre Léauté                      | Darren Hicks                       | Liang Guihua                               |
| Inseguimento individuale | C3     | Jaco van Gass                         | Finlay Graham                      | David Nicholas                             |
| Inseguimento individuale | C4     | Jozef Metelka                         | Carol-Eduard Novak                 | Diego German Duenas                        |
| Inseguimento individuale | C5     | Dorian Foulon                         | Alistair Donohoe                   | Yehor Dementyev                            |

#### Donne
| Evento                   | Classe | Oro                                   | Argento                                    | Bronzo                               |
| Crono 500 m              | B      | Larissa Klaassen Pilota: Imke Brommer | Aileen McGlynn Pilota: Helen Scott         | Griet Hoet Pilota: Anneleen Monsieur |
| Crono 500 m              | C1-3   | Amanda Reid                           | Alyda Norbruis                             | Wangwei Qian                         |
| Crono 500 m              | C4-5   | Kadeena Cox                           | Kate O'Brien                               | Caroline Groot                       |
| Inseguimento individuale | B      | Lora Fachie Pilota: Corrine Hall      | Katie-George Dunlevy Pilota: Eve McCrystal | Sophie Unwin Pilota: Jenny Holl      |
| Inseguimento individuale | C1-3   | Paige Greco                           | Wang Xiaomei                               | Denise Schindler                     |
| Inseguimento individuale | C4     | Emily Petricola                       | Shawn Morelli                              | Keely Shaw                           |
| Inseguimento individuale | C5     | Sarah Storey                          | Crystal Lane-Wright                        | Marie Patouillet                     |

#### Misti
| Evento                   | Classe | Oro                                                | Argento                                  | Bronzo                                                     |
| Velocità a squadre 750 m | C1-5   | Gran Bretagna Kadeena Cox Jody Cundy Jaco van Gass | Cina Shanzhang Lai Zhangyu Li Guoqing Wu | Spagna Alfonso Cabello Pablo Jaramillo Ricardo Ten Argiles |

### Ciclismo su strada

#### Uomini
| Evento         | Classe | Oro                                           | Argento                                 | Bronzo                                             |
| Crono          | B      | Alexandre Lloveras Pilota: Corentin Ermenault | Vincent ter Schure Pilota: Timo Fransen | Christian Venge Balboa Pilota: Noel Martín Infante |
| Crono          | H1     | Pieter du Preez                               | Fabrizio Cornegliani                    | Maxime Hordies                                     |
| Crono          | H2     | Sergio Garrote Muñoz                          | Luca Mazzone                            | Florian Jouanny                                    |
| Crono          | H3     | Walter Ablinger                               | Vico Merklein                           | Luis Miguel García-Marquina                        |
| Crono          | H4     | Jetze Plat                                    | Thomas Fruehwirth                       | Alexander Gritsch                                  |
| Crono          | H5     | Mitch Valize                                  | Mitch Valize                            | Gary O'Reilly                                      |
| Crono          | C1     | Mikhail Astashov                              | Aaron Keith                             | Michael Teuber                                     |
| Crono          | C2     | Darren Hicks                                  | Ewoud Vromant                           | Alexandre Léauté                                   |
| Crono          | C3     | Benjamin Watson                               | Steffen Warias                          | Matthias Schindler                                 |
| Crono          | C4     | Patrik Kuril                                  | Jozef Metelka                           | George Peasgood                                    |
| Crono          | C5     | Daniel Abraham Gebru                          | Yegor Dementyev                         | Alistair Donohoe                                   |
| Crono          | T1-2   | Chen Jianxin                                  | Giorgio Farroni                         | Tim Celen                                          |
| Corsa in linea | B      | Vincent ter Schure Pilota: Timo Fransen       | Tristan Bangma Pilota: Patrick Bos      | Alexandre Lloveras Pilota: Corentin Ermenault      |
| Corsa in linea | H1-2   | Florian Jouanny                               | Luca Mazzone                            | Sergio Garrote Munoz                               |
| Corsa in linea | H3     | Ruslan Kuznetsov                              | Heinz Frei                              | Walter Ablinger                                    |
| Corsa in linea | H4     | Jetze Plat                                    | Thomas Frühwirth                        | Alexander Gritsch                                  |
| Corsa in linea | H5     | Mitch Valize                                  | Loïc Vergnaud                           | Tim de Vries                                       |
| Corsa in linea | C1-3   | Benjamin Watson                               | Finlay Graham                           | Alexandre Léauté                                   |
| Corsa in linea | C4-5   | Kévin Le Cunff                                | Yegor Dementyev                         | Daniel Abraham                                     |
| Corsa in linea | T1-2   | Chen Jianxin                                  | Tim Celen                               | Juan José Betancourt Quiroga                       |

#### Donne
| Evento         | Classe | Oro                                        | Argento                          | Bronzo                                   |
| Crono          | B      | Katie-George Dunlevy Pilota: Eve McCrystal | Lora Fachie Pilota: Corrine Hall | Louise Jannering Pilota: Anna Svärdström |
| Crono          | H1-3   | Annika Zeyen                               | Francesca Porcellato             | Renata Kałuża                            |
| Crono          | H4-5   | Oksana Masters                             | Sun Bianbian                     | Jennette Jansen                          |
| Crono          | C1-3   | Keiko Sugiura                              | Anna Beck                        | Paige Greco                              |
| Crono          | C4     | Shawn Morelli                              | Emily Petricola                  | Meg Lemon                                |
| Crono          | C5     | Sarah Storey                               | Crystal Lane-Wright              | Kerstin Brachtendorf                     |
| Crono          | T1-2   | Jana Majunke                               | Carol Cooke                      | Angelika Dreock-Käser                    |
| Corsa in linea | B      | Katie-George Dunlevy Pilota: Eve McCrystal | Sophie Unwin Pilota: Jenny Holl  | Louise Jannering Pilota: Anna Svärdström |
| Corsa in linea | H1-4   | Jennette Jansen                            | Annika Zeyen                     | Alicia Dana                              |
| Corsa in linea | H5     | Oksana Masters                             | Sun Bianbian                     | Katia Aere                               |
| Corsa in linea | C1-3   | Keiko Sugiura                              | Anna Beck                        | Paige Greco                              |
| Corsa in linea | C4-5   | Sarah Storey                               | Crystal Lane-Wright              | Marie Patouillet                         |
| Corsa in linea | T1-2   | Jana Majunke                               | Angelika Dreock-Käser            | Jill Walsh                               |

#### Misti
| Evento              | Classe | Oro                                                 | Argento                                            | Bronzo                                                    |
| Staffetta a squadre | H1-5   | Italia Paolo Cecchetto Luca Mazzone Diego Colombari | Francia Riadh Tarsim Florian Jouanny Loïc Vergnaud | Stati Uniti Ryan Pinney Alicia Dana Alfredo de los Santos |